# Jurij Leonidovič Pjatakov
Jurij Leonidovič Pjatakov, ruski komunist, * 1890, † 1937.
Pjatakov, predhodno visok funkcionar KPR(b) in KPSZ(b), je bil leta 1927 vržen iz partije in deportiran v sibirski gulag. Leta 1936 so ga na drugem procesu obsodili na smrt.